# Emilio Colombo
Pour les articles homonymes, voir Colombo (homonymie).
Emilio Colombo, né le  14 avril 1920 à Potenza en Italie et mort le 24 juin 2013 à Rome, est un homme politique italien.

## Biographie
Licencié en droit, élu député pour le parti de la Démocratie chrétienne à l'Assemblée constituante en 1946, constamment réélu à la Chambre des députés de 1948 à 1992, député au Parlement européen de 1979 à 1980, de 1984 à 1987 et de 1989 à 1992, président du conseil du 6 août 1970 au 17 février 1972, à plusieurs reprises ministre de l'Agriculture, des Affaires étrangères, du Budget, du Commerce extérieur, des Finances, de la Justice, de l'Industrie et du Trésor. Président du Parlement Européen de 1977 à 1979. 
Le 2 mars 1993 il est élu président de l'Internationale démocrate centriste (IDC), pour une période de trois ans. 
Il est également président du Comité atlantique italien (1990-2004) et de l'Institut des études supérieures Giuseppe Toniolo (1986-2003).
Il est nommé sénateur à vie par le président de la République Carlo Azeglio Ciampi en 2003. Étant le second sénateur le plus âgé de la chambre haute, suivant Giulio Andreotti, c'est à Colombo que revient la charge de présider la séance d'ouverture de la XVIIe législature au Sénat de la République, les 15 et 16 mars 2013.
Lorsque Giulio Andreotti meurt le 6 mai 2013, il devient le dernier survivant des 556 députés à l'Assemblée constituante de 1946. Il meurt à peine un mois et demi plus tard, le 24 juin, à l'âge de 93 ans.

### Distinctions
Il obtient le prix international Charlemagne d'Aix-la-Chapelle en 1979, et est élevé en France à la dignité de grand officier de l'ordre national de la Légion d'honneur. La Fondation Jean-Monnet pour l'Europe a remis le 7 octobre 2011 à Dorigny, sur le campus de l’université de Lausanne, sa Médaille d’or à Emilio Colombo en tant que personnalité ayant marqué l’histoire de la construction européenne par son engagement.